# Езоті
Езоті (д/н — 1474) — 2-й великий оба (володар) Бенінського царства в 1473—1474 роках.

## Життєпис
Син великого оби Евуаре. На момент смерті того 1473 року залишився старшим, оскільки два його брати загинули до того. Втім через заворушення в провінціях не зміг негайно посісти трон. За цим цим під час церемонії (або через 2 тижні після неї) сходження на трон був вбитий молодшим братом Олуа, за легендою — отруєною стрілою.